# بيزيو-سور-سون
بيزيو-سور-سون (بالفرنسية: Peyzieux-sur-Saône)‏ هي بلدية فرنسية تقع في إقليم الآن في فرنسا. رمز إنسي لها هو:1295. أما الرمز البريدي لها فهو: 1140.